# Mistrovství České republiky v soutěžním lezení 2009
Mistrovství ČR v soutěžním lezení 2009 se uskutečnilo ve třech termínech, městech a disciplínách. MČR v boulderingu 31. října v Brně (stěna Rajče), MČR v lezení na rychlost 5. prosince v Novém Boru (lezecká stěna TJ Jiskra, organizátor Petr Mánek) a MČR v lezení na obtížnost 12. prosince v Praze (Squashpark Cibulka, stavěči Jiří Lautner a Petr Resch). Závody byly součástí Českého poháru v soutěžním lezení 2009.
MČR mládeže proběhlo v Chocni (stěna, obtížnost) a v Praze (stěna AdrenalinPit, rychlost).

## Výsledky finále MČR
| obtížnost           | obtížnost               | rychlost         | rychlost          | bouldering        | bouldering              |
| ------------------- | ----------------------- | ---------------- | ----------------- | ----------------- | ----------------------- |
| muži                | ženy                    | muži             | ženy              | muži              | ženy                    |
| 1. Adam Ondra       | 1. Nelly Kudrová        | 1. Libor Hroza   | 1. Lucie Hrozová  | 1. Martin Stráník | 1. Nelly Kudrová        |
| 2. Martin Stráník   | 2. Edita Vopatová       | 2. Martin Šifra  | 2. Anna Wágnerová | 2. Jakub Hlaváček | 2. Silvie Rajfová       |
| 3. Jakub Hlaváček   | 3. Kristýna Ondrová     | 3. Jiří Švácha   | 3. Šárka Tesková  | 3. Ondřej Nevělík | 3. Kateřina Pavlovičová |
|                     |                         |                  |                   |                   |                         |
| 4. Karel Požár      | 4. Lenka Frühbauerová   | 4.               | 4.                | 4.                | 4.                      |
| 5. Ondřej Beneš     | 5. Jitka Mázlová        | 5.               | 5.                | 5. Jiří Přibil    | 5.                      |
| 6. Jaroslav Petečel | 6. Monika Kuhn-Gáberová | 6.               | 6.                | 6. Michal Rožek   | 6.                      |
| 7. Michal Rožek     | ?. Gabriela Vrablíková  | 7.               | 7.                | 7.                | 7.                      |
| 8. Zdeněk Resch     | ?. Aneta Hyvlová        | 8.               | 8.                | 8. Štěpán Stráník | 8.                      |
|                     |                         |                  |                   |                   |                         |
| 8 finalistů         | 8 finalistek            | ? bez finále     | ? bez finále      | ? finalistů       | ? finalistek            |
| 26 semifinalistů    | bez semifinále          | ? bez semifinále | bez semifinále    | ? bez semifinále  | bez semifinále          |
| ? mužů              | ? žen                   | ? mužů           | ? žen             | ? mužů            | ? žen                   |

- archiv oficiálních výsledků ČHS je aktuálně dostupný pouze do roku 2010